# Nationalstadion Peking
Das Nationalstadion (chinesisch 國家體育場 / 国家体育场, Pinyin guójiā tǐyùchǎng – „Nationales Sportstadion“), umgangssprachlich auch Vogelnest genannt (鳥巢 / 鸟巢,  niǎocháo, englisch Bird’s Nest), ist ein für die Olympischen Sommerspiele 2008 und die Sommer-Paralympics 2008 errichtetes Fußballstadion mit Leichtathletikanlage in der chinesischen Hauptstadt Peking. Es wurde von den Architekten Herzog & de Meuron als Teil des Olympic Green (Olympiapark) entworfen und am 28. Juni 2008 eröffnet. Bei den Olympischen Winterspielen 2022 war das Nationalstadion der Ort der Eröffnungsfeier und der Schlussfeier.

## Architektur
Das Gebäude ist 330 Meter lang, 220 Meter breit und 69,2 Meter hoch. Es ist nicht vollständig überdacht, sondern weist in der Mitte ein ca. 185 mal 122 Meter großes offenes Oval auf. Die äußere Hülle des Stadions bildet ein 42.000 Tonnen schweres verschlungenes Stahlgerüst, das aus tausenden vorgefertigter Einzelteile entstand. Zur Verminderung der Spannungen, die durch Temperaturschwankungen entstehen, ist die äußere Hülle des Stadions vom Kern getrennt. Aufgrund seiner Form hat das Stadion den Spitznamen „Vogelnest“.
Während der Olympischen Spiele hatte das Stadion eine Kapazität von 91.000 Zuschauern, die danach auf 80.000 reduziert wurde.

### Entwurf
Die Basler Architekten Herzog & de Meuron, die bereits die Münchner Allianz Arena sowie den Basler St. Jakob-Park bauten, entwarfen das Nationalstadion. In Zusammenarbeit mit der China Architecture Design & Research Group, Arupsport und dem Künstler Ai Weiwei als künstlerischer Berater gingen sie im Jahr 2002 als Sieger aus einem internationalen Architekturwettbewerb hervor. Jacques Herzog hoffte, dass „dieses Bauwerk für Peking das wird, was der Eiffelturm für Paris ist“.
Damit der Bau nach den Olympischen Spielen wirtschaftlich weiterbetrieben werden konnte, wurden auch Restaurants, Geschäftsräume und Läden vorgesehen.

### Errichtung
Zahlreiche Unternehmen waren am Bau des Stadions beteiligt. Der erste Spatenstich war im Dezember 2003, die eigentlichen Bauarbeiten begannen im März 2004. Schon im August 2004 wurden die Arbeiten aufgrund massiver Kostenüberschreitungen, auch bedingt durch die gestiegenen Stahlpreise, für ein halbes Jahr unterbrochen. Nach einer Neuplanung wurde auf das durchsichtige Schiebedach verzichtet, welches das ganze Stadion überspannen sollte.
Die bis zu 350 Tonnen schweren Teile des Gerüsts wurden in Stahlwerken im etwa 1000 Kilometer entfernten Shanghai gefertigt.
Die Baukosten betrugen rund 3,5 Milliarden Yuan (325 Millionen Euro). Die Kosten wurden zu 42 % von einem Konsortium der CITIC Group finanziert und zu 58 % von der Stadt Peking.

### Auszeichnung
2009 erhielt das Beijing Olympic Stadium den IOC/IAKS Award in Gold, den einzigen internationalen Architekturpreis für bereits im Betrieb bewährte Sport- und Freizeitbauten (Neubauten, Erweiterungen oder Modernisierungen).

## Nutzung
Während der Olympischen Sommerspiele 2008 fanden in dem Stadion die Leichtathletik-Wettkämpfe, das Finale des Fußballturniers sowie die Eröffnungs- und Schlussfeiern statt. Danach wurde das Olympiastadion für die Sommer-Paralympics 2008 genutzt.
Das „Vogelnest“ war Austragungsort der Leichtathletik-Weltmeisterschaften 2015. Im November 2017 wurde hier das Finale des E-Sport-Turniers League of Legends World Championship 2017 ausgetragen.
Die Eröffnungsfeier und die Schlussfeier der Olympischen Winterspiele 2022 wurden im Nationalstadion veranstaltet. 2027 werden die Leichtathletik-Weltmeisterschaften, wie 2015, zum zweiten Mal im Vogelnest von Peking ausgetragen.
Das Stadion wird auch für kulturelle Veranstaltungen wie Konzerte, Festivals und andere künstlerische Aufführungen genutzt. In den vergangenen Jahren wurde das Stadion zudem in einen Winterpark umgewandelt, der von Dezember bis Februar geöffnet ist. Bei diesem Eis- und Schneefestival werden Wintersportarten wie Skifahren auf einer künstlichen Piste, Eislaufen sowie weitere Aktivitäten angeboten. Zu weiteren Attraktionen zählen Eis-Autoscooter, Schlittenfahrten, Schneeballschlachten, Eisschlösser und Bühnenshows. Zu dieser Zeit zählte das Stadion jedoch lediglich als „Überbleibsel“ der olympischen Spiele 2008.

## Bildergalerie

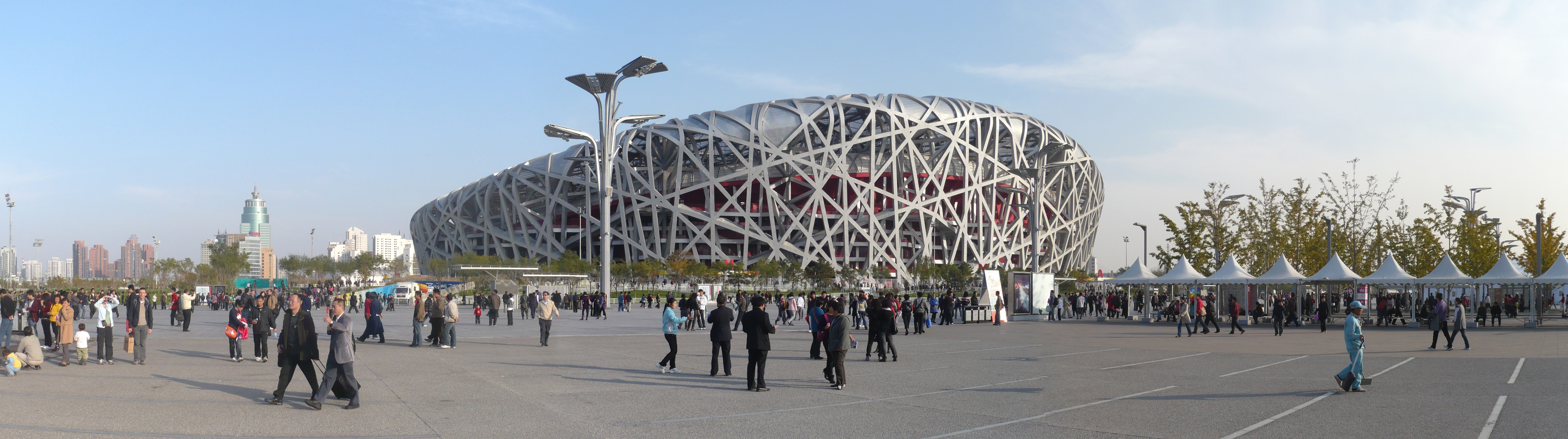
Panorama
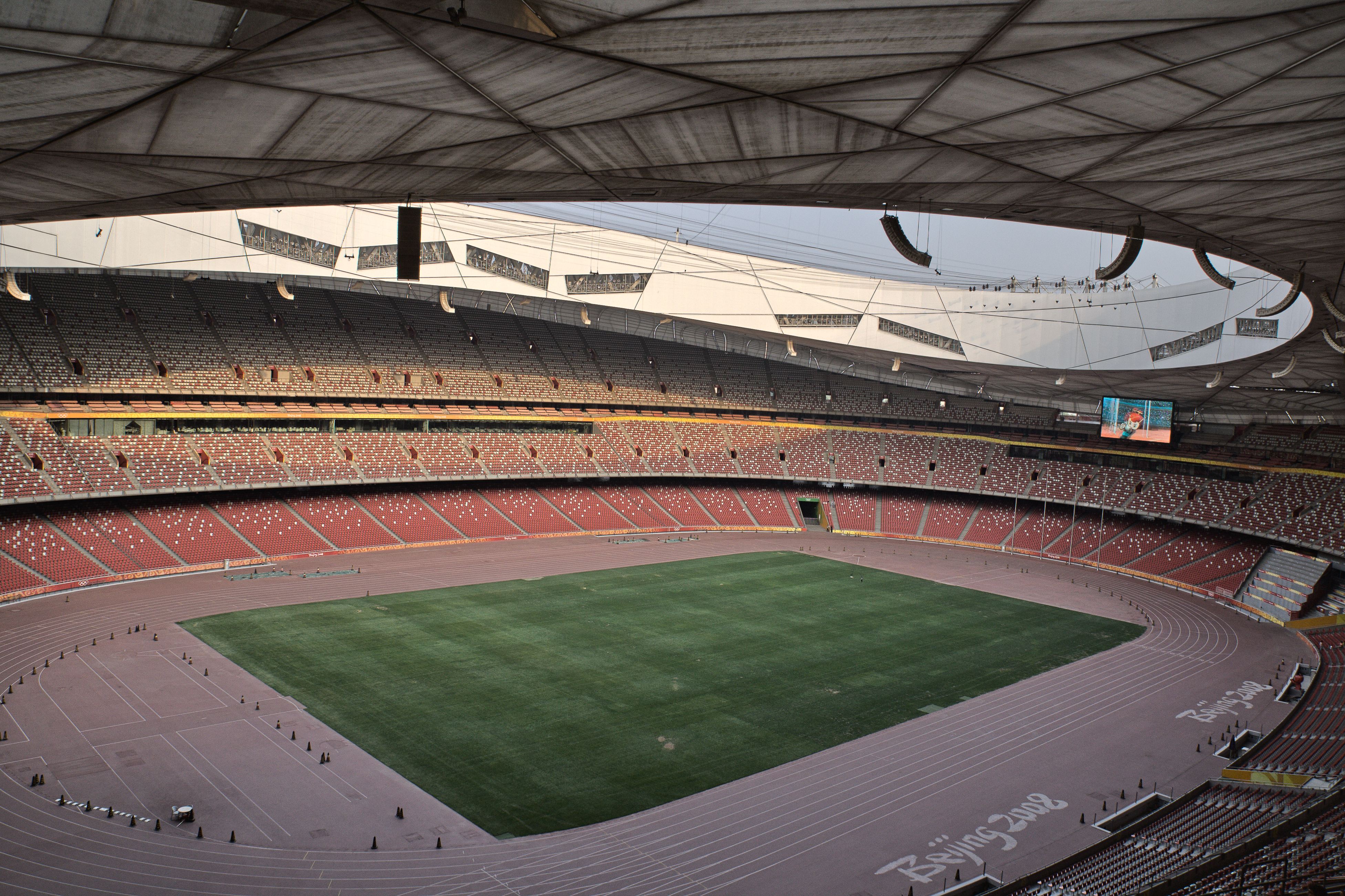
Innenaufnahme
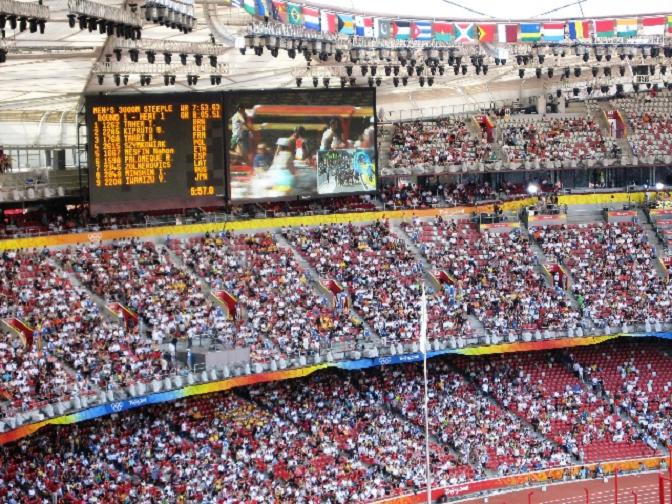
Zuschauer beim olympischen Siebenkampf 2008

Architektur
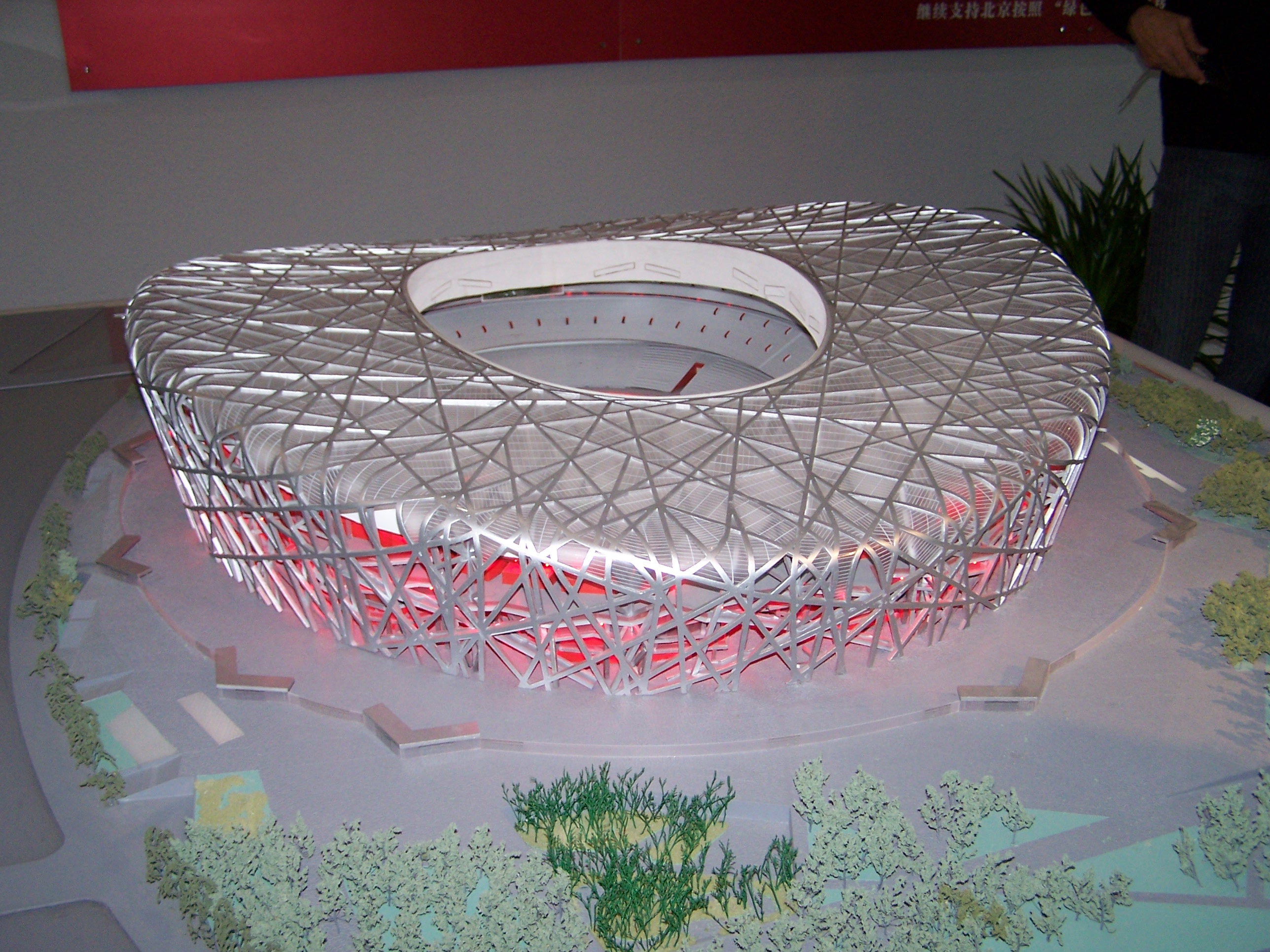
Modell, 2006
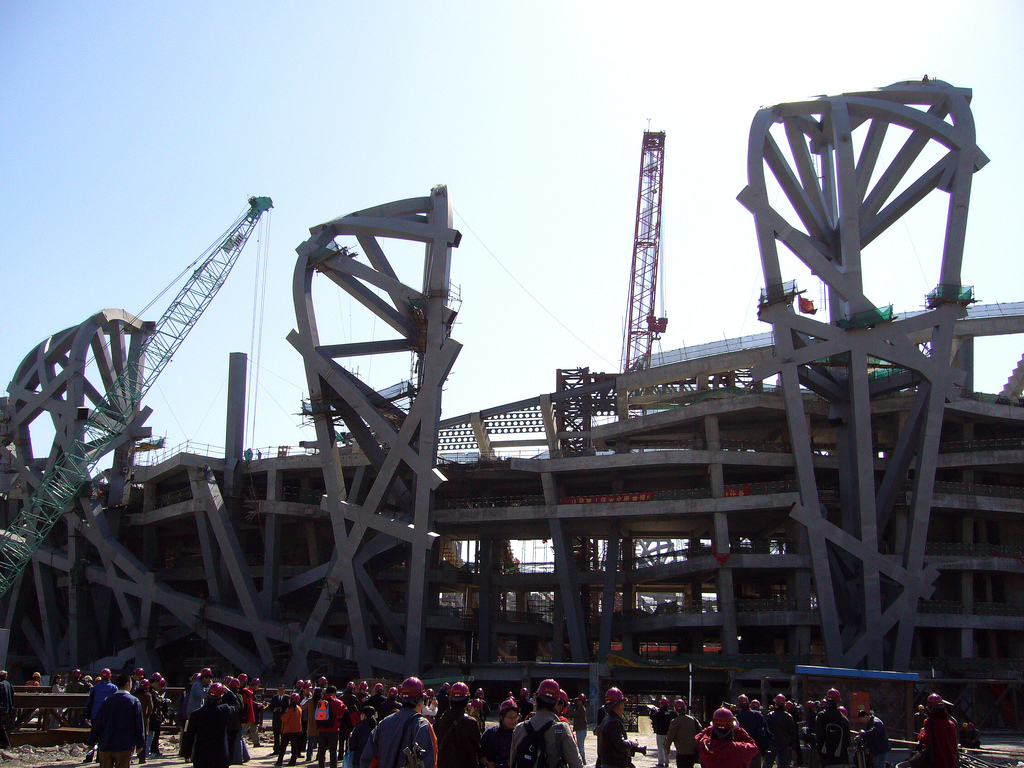
Bauphase, 2008
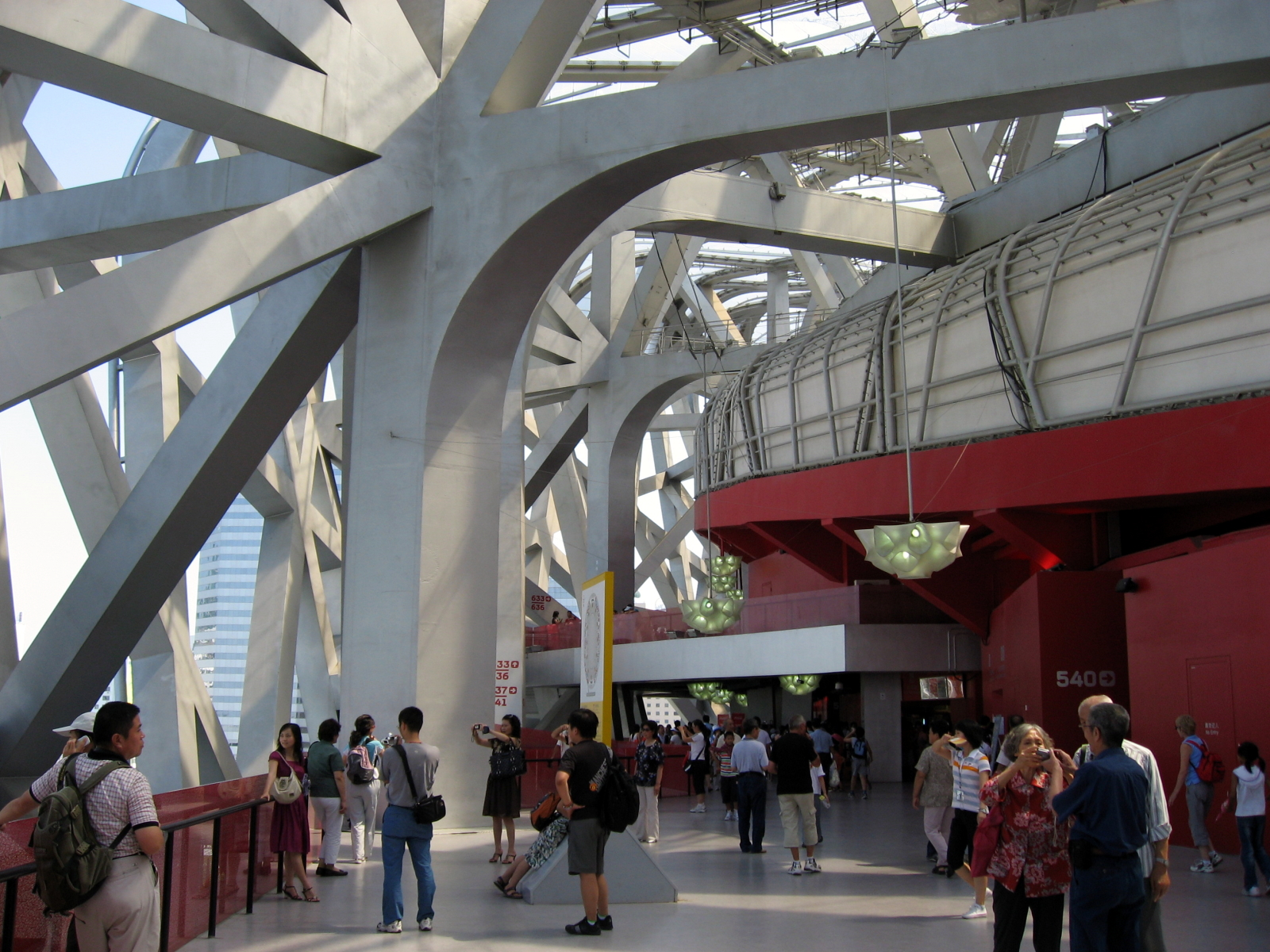
Lobby
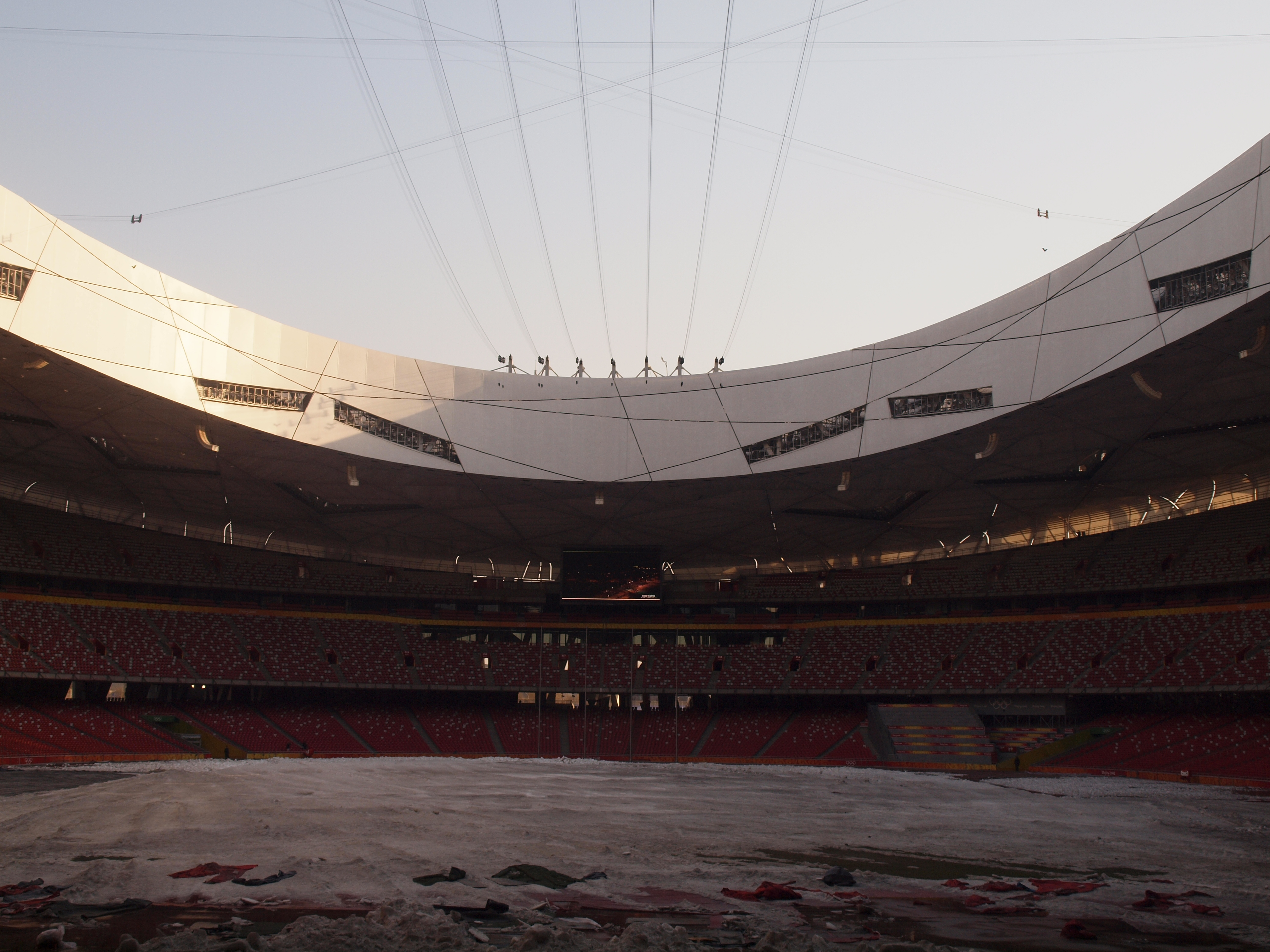
Innen
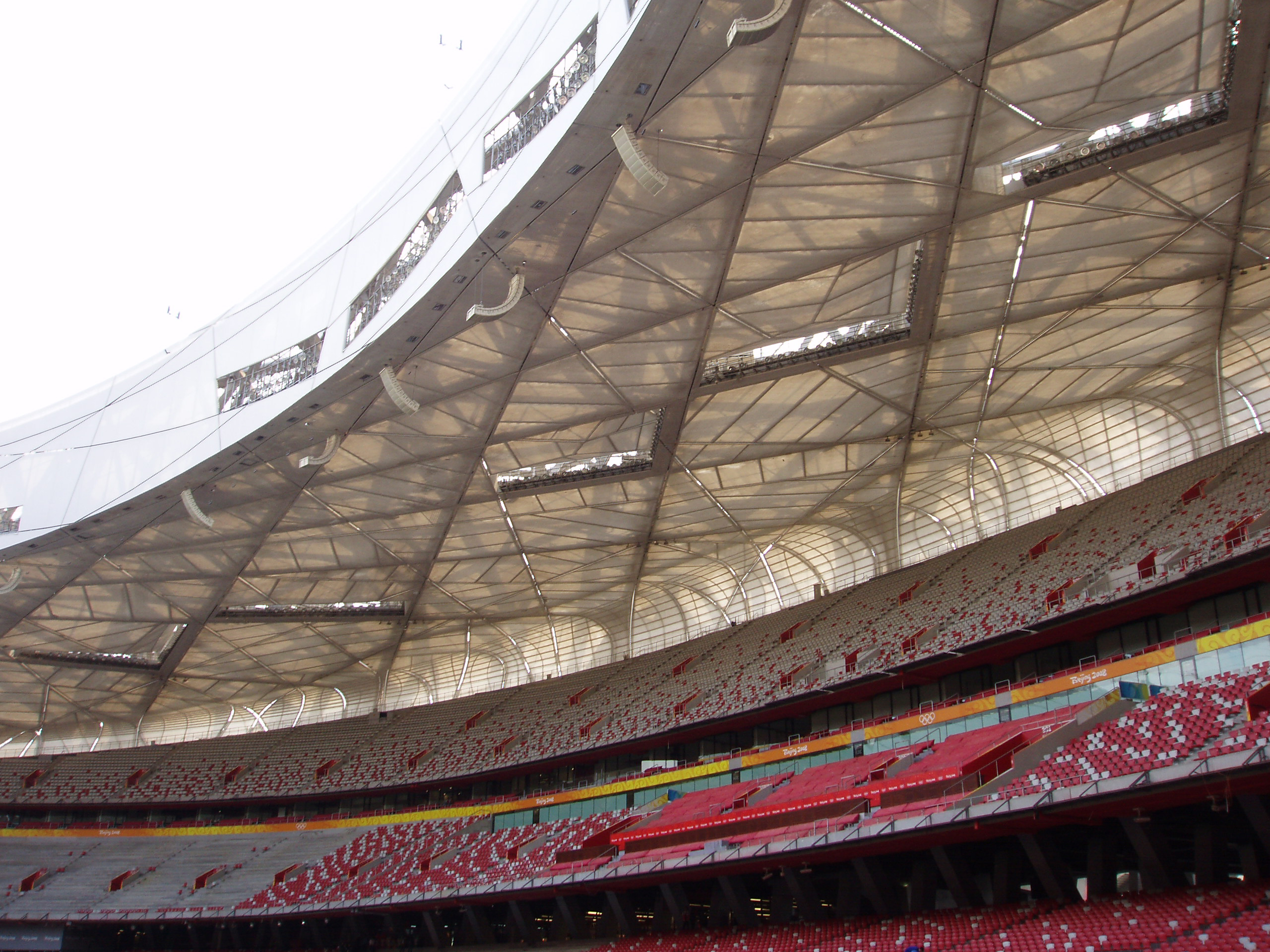
Überdachung

Details
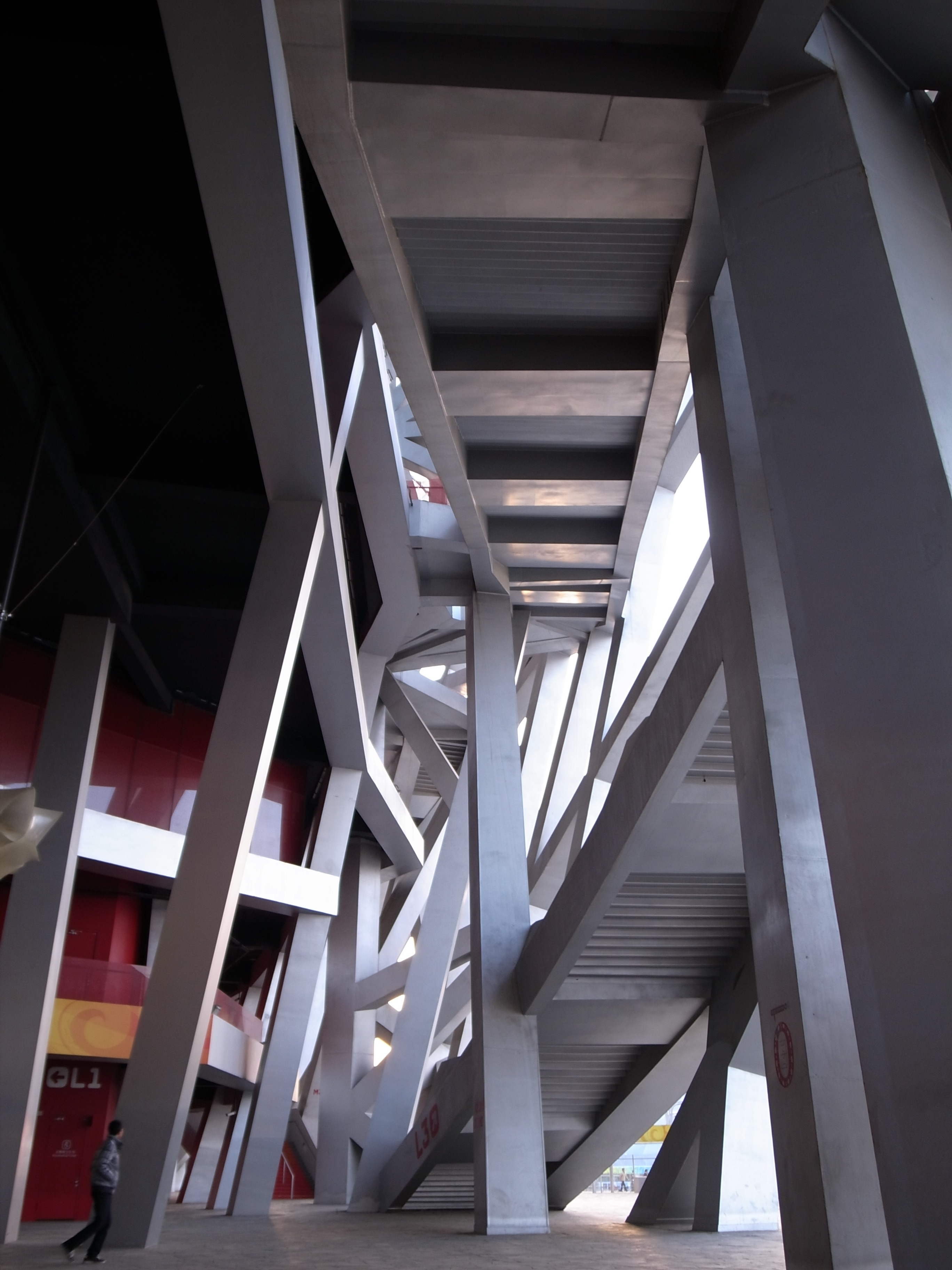
Innen
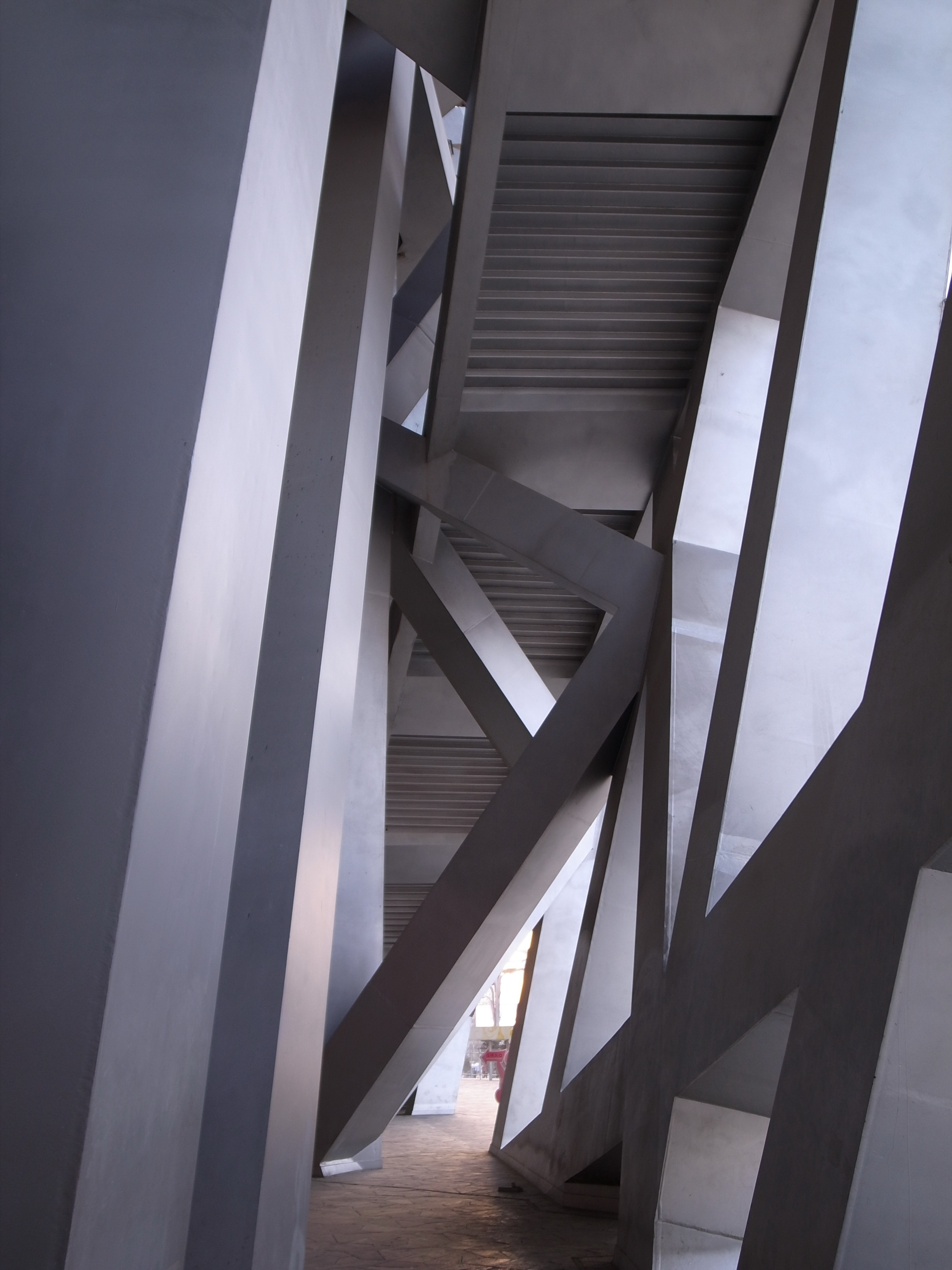
Innen
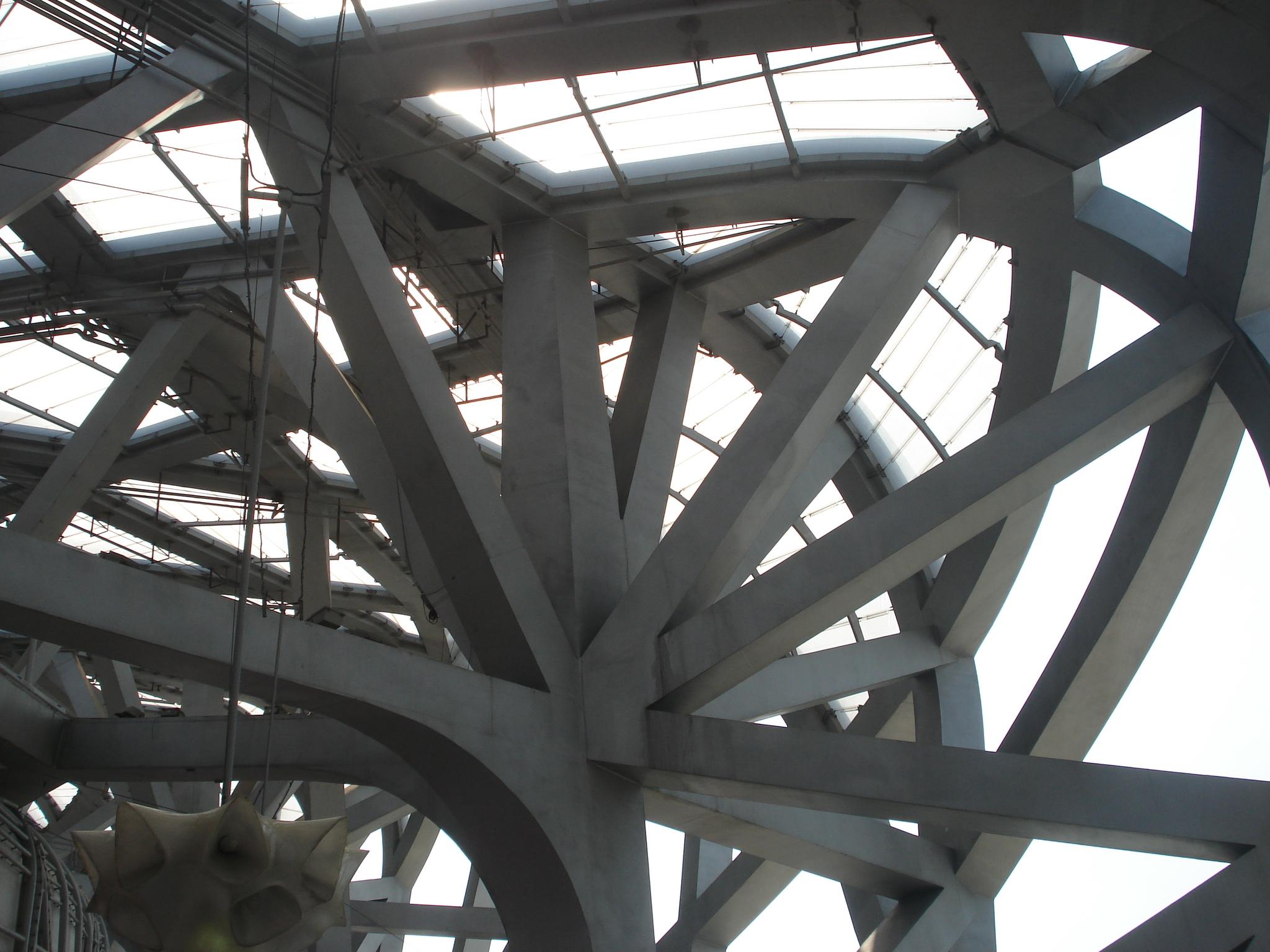
Stahlknoten
Stahlknoten
Detail
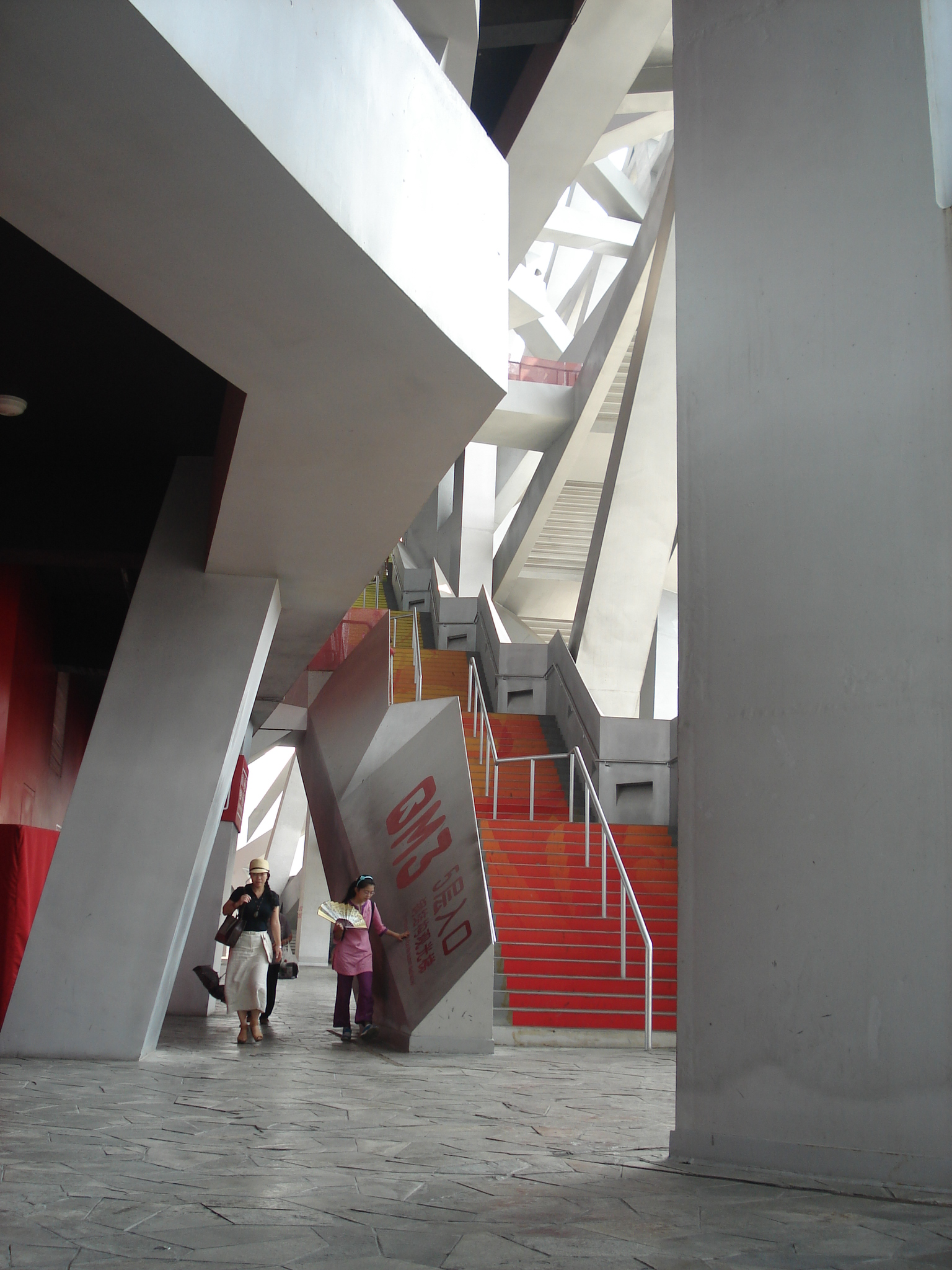
Treppe
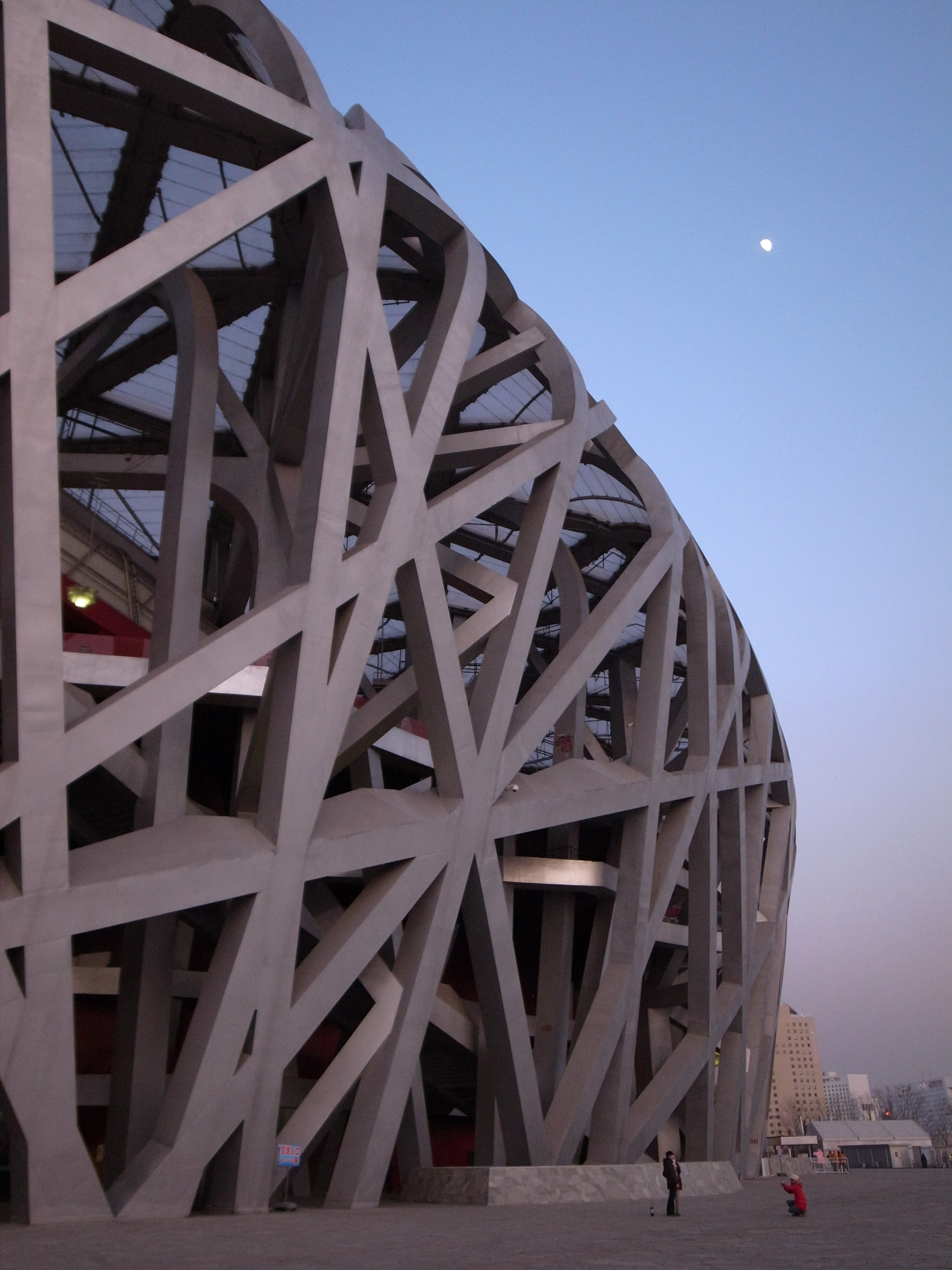
Fassade

## Dokumentarfilm
- Bird’s Nest – Herzog & de Meuron in China, Schweiz 2008, 86 Min. Regie: Christoph Schaub, Michael Schindhelm. Produktion: T&C Film, arte, SSR.